# Pancetta nostrana all'aglio di Caderzone
La Pancetta nostrana all'aglio di Caderzone è una pancetta arrotolata, tipica della Val Rendena, in provincia di Trento.

## Storia
Come gli altri salumi di Caderzone, la pancetta nostrana all'aglio affonda le proprie radici nell'emigrazione degli abitanti di Caderzone e Strembo, nei mesi autunnali ed invernali, verso il mantovano. Qui impararono come produrre i salumi, importando le tecniche poi in Val Rendena, ma modificando le ricette, con un ampio utilizzo dell'aglio.
La pancetta nostrana, assieme agli altri salumi di Caderzone (salame di Caderzone all'aglio, salamella di Caderzone all'aglio e cacciatore nostrano all'aglio di Caderzone) sono sin dal 2000 riconosciuti come prodotti agroalimentari tradizionali italiani.

## Preparazione
Viene preparata con pancetta di maiale cosparsa con sale. La salatura avviene solo nel periodo che va da settembre a marzo.
Sulla pancetta viene posto un peso per 6-7 giorni, per facilitare la penetrazione del sale. Successivamente la pancetta viene insaporita con pepe bianco e aglio tritato, arrotolata e stagionata per un periodo che va d 60 a 100 giorni.